# Šilalė
Šilalė is een stad in de provincie Tauragė in het westen van Litouwen en ligt 30 kilometer ten noorden van Tauragė. De rivier Lokysta stroomt door het plaatsje. Het kreeg in 1950 stadsrechten.

## Geboren
- Ramūnas Navardauskas (1988), wielrenner